# Voznice
Voznice (německy Wosnitz) je obec v okrese Příbram ve Středočeském kraji, na okraji brdských lesů, asi 5 km severně od Dobříše . Žije zde 710 obyvatel.

## Historie
První písemná zmínka o vsi pochází z roku 1788, obec založena knížecím rodem Mannsfeldů, majitelů dobříšského panství, název pochází patrně podle vozů projíždějících po staré zemské silnici.
Ve 30. a 40. letech 20. století byla Voznice oblíbeným místem pro rekreaci pražských umělců. Vilku zde vlastnil i herec Oldřich Nový. Ve Voznici žil od roku 1942 spisovatel Edvard Valenta, nejprve v pronajaté vile Oldřicha Nového. Ke konci války, když již žil v jiném domě, ukrýval Valenta se svou ženou ve Voznici sovětskou partyzánku–lékařku. (Příběh ukrývané partyzánky popsal Valenta ve Svobodných novinách pod pseudonymem Emil Krejčí, aniž by uvedl, že se jedná o jeho osobní zážitek).
Až do 80. let 20. století do Voznice jezdila herečka Nataša Gollová, která zde vlastnila chatu. Dne 5. září 1942 zde zemřel architekt František Roith.

## Obecní správa

### Části obce
- Chouzavá (k. ú. Voznice) (dříve Chodová)
- Voznice (k. ú. Voznice)

K obci také patří osada Ježovka.
Sousedními obcemi sídla jsou Nová Ves pod Pleší, Mokrovraty, Dobříš, Mníšek pod Brdy a Kytín.
Obec Voznice včetně Chouzavé se v roce 1950 odpojila od Dobříše.

### Územněsprávní začlenění
Dějiny územněsprávního začleňování zahrnují období od roku 1850 do současnosti. V chronologickém přehledu je uvedena územně administrativní příslušnost obce v roce, kdy ke změně došlo:
- 1850 země česká, kraj Praha, politický okres Příbram, soudní okres Dobříš[7]
- 1855 země česká, kraj Praha, soudní okres Dobříš
- 1868 země česká, politický okres Příbram, soudní okres Dobříš
- 1939 země česká, Oberlandrat Tábor, politický okres Příbram, soudní okres Dobříš[8]
- 1942 země česká, Oberlandrat Praha, politický okres Příbram, soudní okres Dobříš[9]
- 1945 země česká, správní okres Příbram, soudní okres Dobříš[10]
- 1949 Pražský kraj, okres Dobříš[11]
- 1960 Středočeský kraj, okres Příbram
- 2003 Středočeský kraj, okres Příbram, obec s rozšířenou působností Dobříš

### Starostové
- Přemysl Lébl (2014–dosud)
- Věra Rákosníková (do 2014)
- Richard Kříž
- Rudolf Hortenský
- Jan Ouředník
- Sudík
- Karel Moravec

## Pamětihodnosti
- Na hrázi Velkého rybníka stojí cenná barokní socha sv. Jana Nepomuckého.
- Jihozápadně v brdských Hřebenech je vrch Aglaia (491 metrů), pojmenovaný po manželce Jeronýma Colloredo-Mannsfelda, který zde v 19. století založil anglický park s oborou Aglaia, v ní byl pěstován chov jelenců, daňků a jelenů. Současná podoba obory pochází z 20. století. Obora není veřejnosti přístupná.
- Severovýchodně od vesnice leží přírodní rezervace Andělské schody s výskytem vzácných druhů rostlin, hmyzu a plazů.
- Rezervaci od roku 2013 doplňuje rozsáhlá přírodní památka Andělské schody chránící široké spektrum přírodních společenstev od mokřadů přes listnaté lesy s příměsí jedle až k suchomilným travním stanovištím.

## Společnost

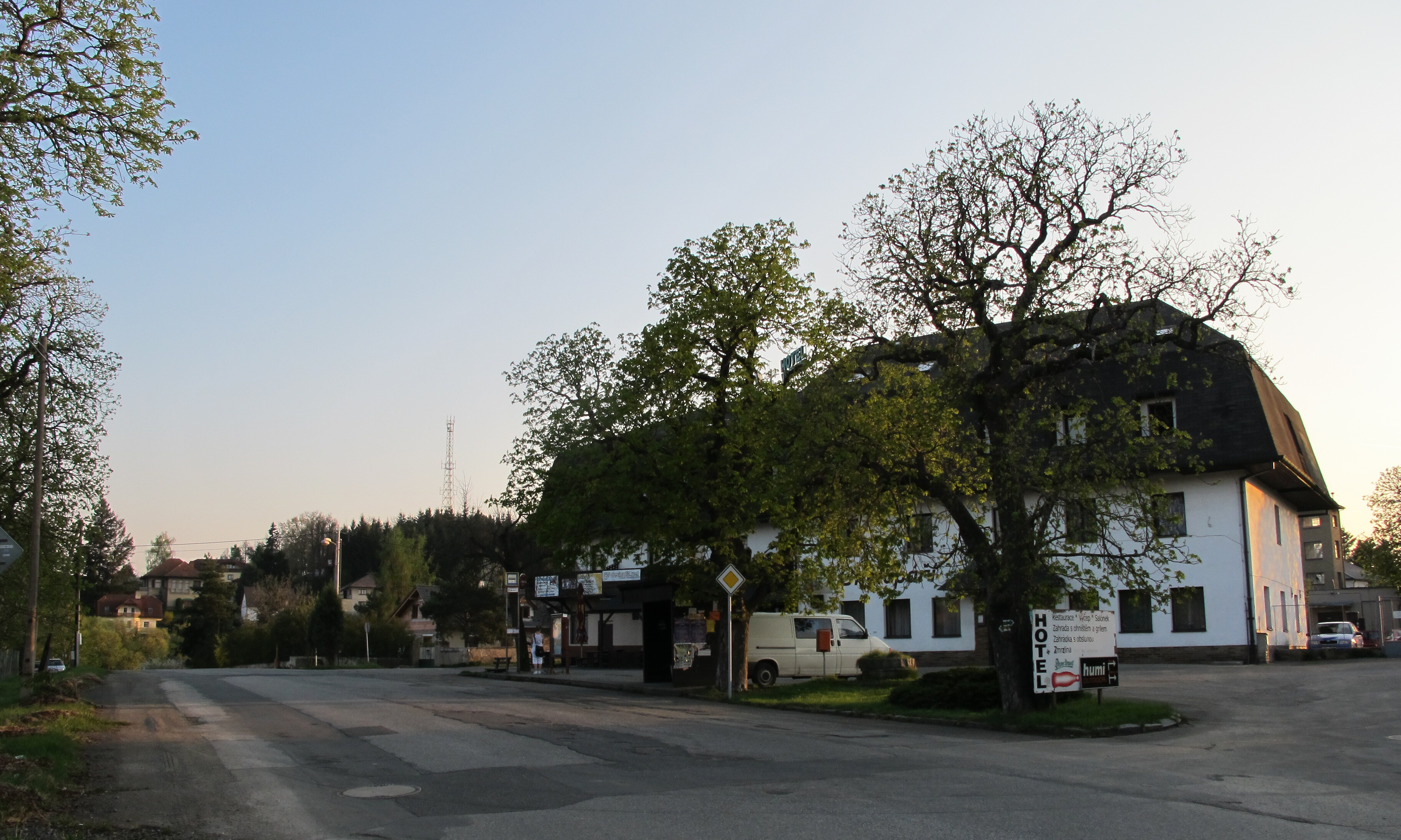
Hotel ve Voznici

### Současnost
Sídlí zde nakladatelství a softwarový dům Leda, vydávající převážně slovníky a firma Humi outdoor, výrobce oděvů.
V současnosti se okolí Voznice stalo oblíbeným místem inspirace hudebního skladatele a výtvarníka Vladimíra Franze. V první dekádě 21. století zde jsou pořádány jarní a letní „open air“ rock-punkové koncerty. Voznice je výchozím bodem turistů, cyklistů a v letních měsících ovšem i houbařů. Místní Sbor dobrovolných hasičů byl obnoven 14. listopadu 2015.[zdroj?]

## Doprava

### Dopravní síť
Okolo obce vede dálnice D4 s exitem 25 (Voznice). Do obce vedou silnice III. třídy. Železniční trať ani stanice či zastávka na území obce nejsou.

### Autobusová doprava 2024
Autobusovou dopravu v obci Voznice zajišťují společnosti Arriva Střední Čechy a Martin Uher. Obec je součástí Pražské integrované dopravy (PID). V obci se nachází zastávka Voznice. Na silnici směrem do Dobříše se nachází zastávka Voznice,Polesí a v Chouzavé se nachází zastávka Voznice,Chouzavá. Obcí prochází autobusová linka 392. Obec je také výchozí nebo konečnou pro linku 517. Chouzavou obsluhuje pouze linka 446. Linka 392 zajišťuje spojení z Prahy ze Smíchovského nádraží přes Voznici, Dobříš, Rosovice, Bukovou u Příbramě, Pičín, Kotenčice, Suchodol a Občov a končí v Příbrami. Linka 517 vyjíždí z Příbrami a pokračuje přes Háje, Dubenec, Dlouhou Lhotu, Obořiště a Dobříš, přičemž končí ve Voznici. Linka 446 spojuje Chouzavou s Kytínem a Mníškem pod Brdy.

## Turistika
- Cyklistika – Územím obce procházejí cyklotrasy č. 308 Vížina – Stožec – Na Bekovce – Dobříš – Stará Huť a č. 8131 Knížecí Studánky – Chouzavá – Mníšek pod Brdy.
- Pěší turistika – Územím obce vedou turistické trasy  Malá Hraštice – Voznice – Knížecí Studánky – Stožec,  Dobříš – Na Bekovce – Chouzavá – Mníšek pod Brdy a  Chouzavá – Voznice – Králova stolice – Stará Huť